# 2006 HD123
2006 HD123, também escrito como 2006 HD123, é um objeto transnetuniano que está localizado no Cinturão de Kuiper, uma região do Sistema Solar. Este corpo celeste é classificado como um cubewano. Ele possui uma magnitude absoluta de 7,3 e tem um diâmetro estimado com 153 km.

## Descoberta
2006 HD123 foi descoberto no dia 28 de abril de 2006 pelo astrônomo Marc W. Buie.

## Órbita
A órbita de 2006 HD123 tem uma excentricidade de 0,013 e possui um semieixo maior de 41,709 UA. O seu periélio leva o mesmo a uma distância de 41,174 UA em relação ao Sol e seu afélio a 42,244 UA.